# Pennahia pawak
Pennahia pawak es una especie de pez de la familia Sciaenidae en el orden de los Perciformes.

## Morfología
• Los machos pueden llegar alcanzar los 22 cm de longitud total.

## Alimentación
Come crustáceos pequeños.

## Hábitat
Es un pez de mar clima tropical y bentopelágico.

## Distribución geográfica
Se encuentra en el Océano Pacífico occidental: desde Taiwán hasta el sur de la China, el Golfo de Tailandia y el suroeste de la isla de Java.

## Observaciones
Es inofensivo para los humanos.